# 中国共产党麻阳苗族自治县委员会
中国共产党麻阳苗族自治县委员会（简称中共麻阳苗族自治县委）是中国共产党在湖南省怀化市麻阳苗族自治县的领导机关。

## 沿革

### 反腐败工作
2007年，吴才湖因严重违纪违法接受调查。2008年1月18日，吴才湖遭到开除党籍、开除公职（双开）处分。4月1日，怀化市中级法院对吴才湖受贿、贪污及巨额财产来源不明案判处其有期徒刑18年，剥夺政治权利3年，并且处没收个人财产55万元。

## 职责
根据《中国共产党地方委员会工作条例》，中国共产党地方委员会主要实行政治、思想和组织领导，承担下列职能：
1. 对本地区重大问题作出决策。
2. 通过法定程序使党组织的主张成为地方性法规、地方政府规章或者其他政令。
3. 加强对本地区宣传思想文化工作的领导，牢牢掌握意识形态工作领导权、话语权。
4. 按照干部管理权限任免和管理干部，向地方国家机关、政协组织、人民团体、国有企事业单位等推荐重要干部。
5. 支持和保证人大、政府、政协、法院、检察院、人民团体等依法依章程独立负责、协调一致地开展工作，发挥这些组织中党组的领导核心作用。
6. 加强对本地区群团工作和统一战线工作的领导。
7. 动员、组织所属党组织和广大党员，团结带领群众实现党的目标任务。

## 历任书记
| 姓名   | 就任日期   | 卸任日期   | 备注        |
| ------ | ---------- | ---------- | ----------- |
| 王行水 | 1996年2月  | 2002年6月  |             |
| 吴才湖 |            | 2007年     | [ 4 ] [ 5 ] |
| 蒋丙生 | 2007年8月  | 2011年5月  | [ 6 ]       |
| 胡佳武 | 2011年5月  | 2014年12月 | [ 7 ] [ 8 ] |
| 李卫林 | 2014年12月 | 2021年4月  | [ 9 ]       |
| 李仕忠 | 2014年12月 | 2021年5月  | [ 10 ]      |
| 江涛   | 2021年5月  |            | [ 11 ]      |